# Ficus travancorica
Ficus travancorica är en mullbärsväxtart som beskrevs av George King. Ficus travancorica ingår i släktet fikonsläktet, och familjen mullbärsväxter. Inga underarter finns listade i Catalogue of Life.